# Luis Víctor Sommi
Luis Víctor Sommi (Buenos Aires, Argentina, 23 de octubre de 1906 – ibídem, 1 de mayo de 1983) que  utilizaba los seudónimos de Gálvez, Garema, Moreno y Alfredo Torres, fue un tallista en madera, historiador, militante sindical y dirigente comunista. Afiliado al Partido Comunista Argentino PCA desde 1925, militó en la Federación Juvenil Comunista (la "Fede") y se apartó del partido junto con el grupo encabezado por José Fernando Penelón en 1927. Regresó al año siguiente y ocupó diversos cargos directivos tanto en el PCA y la Fede como en la Internacional Comunista hasta 1938 en que fue desplazado de sus cargos por lo que volvió al trabajo en fábrica y a la investigación, si bien permanece afiliado hasta 1956. Durante la dictadura emergente del golpe de Estado de junio de 1943 permaneció dos años encarcelado sin proceso y en duras condiciones en una cárcel del sur del país.

## Actividad política

### Primeros años
Era hijo de inmigrantes italianos, su padre militaba en el socialismo y era ebanista. Aprendió muy joven a tallar madera y en 1922 se incorporó al Sindicato de escultores de Madera. En 1925 se afilió al Partido Comunista Argentino dentro de un grupo de obreros anarco-sindicalistas, lo que ocasionó la ruptura con su padre. Ese año participó como delegado en el III Congreso de la Federación Juvenil Comunista y dos años después fue nombrado secretario del Comité Buenos Aires de la misma. Al año siguiente participó en el congreso de la Unión Sindical Argentina como delegado del Sindicato de Oficios Varios de Córdoba. Hacia 1927 se produjo un enfrentamiento en el seno del Partido Comunista Argentino que fue arbitrado desde Moscú a favor del sector liderado por Rodolfo Ghioldi al que adherirá en ese momento Victorio Codovilla y en contra de la corriente encabezada por José Fernando Penelón, quien junto con otros dirigentes se alejó del partido y en 1928 fundó el Partido Comunista de la Región Argentina –que luego se llamó Partido Comunista de la República Argentina-. Sommi, que se había ido con Penelón, retornó al PCA en el llamado Congreso de Unificación de ese año y fue designado para integrar el Comité Central del partido y de la Federación Juvenil.

### La consigna "clase contra clase"
En el VI Congreso Mundial de la Internacional Comunista que tuvo lugar entre julio y septiembre de 1928 en Moscú en el nuevo contexto del comienzo de la grave crisis económica soviética, se aprobó la consigna de "clase contra clase", que oficializó el comienzo del llamado "Tercer Periodo", aunque sin criticar la Nueva Política Económica. Con la escena política de la URSS dominada ya por Stalin, se proclamó la cercanía de una "crisis del capitalismo" y la necesidad de una «política extremista» para luchar con igual virulencia contra el liberalismo y el fascismo; en tal contexto los socialistas que acataban los dictados de la democracia debían ser atacados como "socialfascistas" y considerados como el "principal enemigo a batir", lo cual redujo la popularidad de los comunistas entre los partidos de izquierda a nivel mundial. Se aprobó también el "Programa de la Internacional Comunista", y se determinó que los "frentes unidos" buscaran adeptos entre individuos sin partido que compartieran algunos postulados del Comintern, integrando a periodistas, escritores o personajes de fama como compañero de ruta del comunismo y eventualmente lograr que sirvan a los fines del partido comunista en cuestión (destacando en estas tareas el periodista alemánm Willi Münzenberg), siempre resaltando en la propaganda que acudir a la revolución armada sólo sería recurso último para la toma del poder. Con esta recomendación, se evidencia que la "guía" soviética resulta en el total predominio de facto del Partido Comunista de la Unión Soviética sobre sus partidos homólogos.
En ese contexto Sommi realizó en 1929 tareas de organización y agitación en las huelgas de los trabajadores del puerto de Rosario y en la de obreros metalúrgicos de la ciudad de San Francisco. Al año siguiente fue uno de los líderes de una huelga de los trabajadores madereros, como resultas de la cual se creó un nuevo sindicato conducido por los comunistas, y el mismo año resultó elegido Secretario General de la Federación Juvenil Comunista y miembro del Comité Ejecutivo del PCA. Siempre en 1930, Sommi concurrió en Moscú al V Congreso de la Profinter como delegado de aquel sindicato y como representante de la FJC ante la Internacional Comunista Juvenil ICJ; también participó de la III Conferencia Sindical Latinoamericana en septiembre y de la II Conferencia Comunista Latinoamericana en octubre. Se incorporó al Buró Sudamericano de la IC y en 1931 viajó a la sede del mismo en Montevideo. Participó en 1932 del plenario del Comité Ejecutivo de la ICJ en Moscú y luego realizó misiones en Brasil y Uruguay antes de retornar a la Argentina. Entre 1933 y 1936 fue designado responsable por el Secretariado de América del Sur y Central de la ICJ.
Siguiendo las directivas del VI Congreso escribió en la revista Soviet una serie de notas en las que calificaba a la UCR como el principal enemigo del comunismo, en tanto comienza en el PCA una fuerte rivalidad entre Luis Víctor Sommi y Orestes Ghioldi al tiempo que se iniciaba en la Internacional Comunista el cambio de rumbo que se instrumentará en el congreso de 1935. Sommi participó en la preparación del VII Congreso Mundial de la Internacional Comunista y se relacionó con sus principales figuras de la época, entre ellos Bujarin, Manuilsky, Dimitrov y el propio Stalin. Está presente en la Conferencia Latinoamericana que -contra la opinión de Sommi- decidió el levantamiento militar en Brasil contra el gobierno de Getulio Vargas.

### La nueva política de los frentes populares
El VII Congreso Mundial de la IC se reunió entre el 25 de julio y el 20 de agosto de 1935 en Moscú. Tras el auge de los fascismos, y el fracaso de la política ultraizquierdista aprobada en el anterior congreso, se dio paso a la política de frentes populares donde los comunistas sí buscarían aliarse con otros grupos de izquierda (incluidos los aborrecidos socialistas), política auspiciada insistentemente por Stalin, quien ya era gobernante supremo de la URSS, tras eliminar a sus rivales en la Gran Purga. En este periodo se oficializó la ruptura entre Stalin y Trotski, y este último tuvo que refugiarse fuera de la URSS mientras sus seguidores fueron encarcelados o asesinados por el nuevo régimen. Para entonces, la sujeción ideológica de los partidos comunistas extranjeros a la línea política de la URSS era ya casi absoluta, siendo imposible formular cuestionamiento alguno al régimen de Stalin. Se estimula a los partidos comunistas de todo el mundo a ejecutar sus propias "purgas" internas de posibles "trotskistas".
Fue nombrado miembro del Presidium del VI Congreso de la ICJ y del Presidium del Comité Ejecutivo de la misma. En el contexto de las pujas en el interior del PCA fue acusado de haber intentado “crear en el VII Congreso un grupo de delegados sudamericanos para luchar contra el Comité Ejecutivo de la Internacional Comunista” a causa de que “no se prestaba suficiente atención a los partidos sudamericanos”, pero regresa a la Argentina en junio de 1936 y es designado secretario general del PCA. 
Durante su permanencia en la Unión Soviética su compañera fue la militante comunista Olga Benario, que más adelante se convirtió en la esposa de Luis Carlos Prestes, hasta que conoce a Elizabeth Innokentevna Yakovlev, traductora y poeta más conocida como Lila Guerrero, una argentina hija de la militante Ida Isakovna Bondareff de Kantor que posteriormente fue su esposa hasta su fallecimiento.
Sommi regresó al país en 1936, se incorporó a la dirección del PCA como secretario general y comenzó a impulsar una nueva política de relaciones con otros partidos políticos; buscó la unificación con el Partido Socialista Obrero que tenía una legalidad que no poseía el PCA e intensifica los vínculos con partidos como el Partido Socialista Argentino, Partido Demócrata Progresista y la UCR, con vistas a constituir un amplio frente político, todo ello mientras se agudiza su rivalidad con Orestes Ghioldi.
En julio de 1936 fue detenido por la policía que irrumpe en una reunión del Comité Central. En junio de 1937 retornó a Moscú como representante del PCA ante el Secretariado del Comité Ejecutivo de la IC junto con Paulino González Alberdi. En el viaje de regreso a Argentina pasó a través de la frontera francesa a España, en plena guerra civil, llega a Buenos Aires en septiembre y al mes siguiente hace un informe ante el plenario del Comité Central del PCA. Más adelante, en una reunión del Comité Central realizado en Cosquín, impulsó junto con González Alberdi el apoyo del partido a las candidaturas radicales en las elecciones nacionales.

### Desplazamiento de cargos directivos y prisión
En el IX congreso del PCA de enero de 1938  Sommi y Orestes Ghioldi presentan informes enfrentados El mismo año la rivalidad entre ambos provoca la crítica del Comité Ejecutivo de la IC y los dos concurren a la reunión del Comité Central ampliado de la IC en la cual fueron reemplazados en la dirección, al igual que González Alberdi, por una nueva dirección encabezada por Gerónimo Arnedo Álvarez como secretario general. La explicación oficial del cambio fue que Ghioldi y González Alberdi constituían la “tendencia centrista” que no había podido contener la actitud “oportunista” de Sommi en pro de un frente con los partidos burgueses que colocaría al PCA a la zaga de estos.
Cuando se reúne en Córdoba el X congreso del PCA del 15 al 17 de noviembre de 1941 ninguno de los tres recibe cargos en el partido; Ghioldi y González Alberdi fueron nombrados suplentes del Comité Central por el XI congreso en agosto de 1946 y rehabilitados como máximos dirigentes en años posteriores en tanto Sommi cesó como militante profesional, volvió al trabajo en fábrica y se dedicó a la investigación.
La dictadura militar surgida del golpe de Estado de 1943 lo detuvo sin proceso en noviembre de 1943, al igual que centenares de militantes comunistas, a la orden del Poder Ejecutivo y lo confinó hasta 1945 en la cárcel de Neuquén, donde compartió la celda con Carlos Dujovne, en condiciones muy duras. La cárcel construida en 1904 había sido declarada inhabitable y hacía 10 años que estaba como depósito sin presos.
Luis Víctor Sommi escribió acerca de su paso por la cárcel de Neuquén:

“La mayoría de los presos éramos obreros. En esta etapa de la “revolución”, los mandones se habían especializado en la caza de los militantes obreros que no se dejaban domesticar…También había estudiantes, abogados, médicos y profesores que pagaban con la prisión su digna y valiente resistencia a la dictadura”(pág.19). “La comida era insoportable…En realidad, el preso político se alimentaba con el paquete solidario que…le llevaban sus familiares, amigos o camaradas” (pág.21) “Aislados sin diarios” (pág.41)… los responsables… perseguían con calculada frialdad nuestro derrumbe físico y moral…el régimen carcelario ha dejado hondas huellas en la salud de todos (pág.51) que sufrían “agudo proceso de descalcificación” (pág.55) “…en agosto de 1944 el 84 % de los reclusos estaba enfermo (pág.56)… “En el invierno de 1944 el tifus” (pág.58) “no había medicamentos” (pág.61). “…hubo días de 13 y 14 grados bajo cero …nos prohibían todas nuestras prendas personales de abrigo…El reglamento así lo disponía …hombres de más de 60 años…tenían que soportar los crudos fríos…sin más abrigo que el pobre y humillante uniforme del penal …no había calefacción…amigos y familiares…nos enviaron guantes de lana…y…el director los mandó al depósito.(págs.62-66) “…visitas de 10 minutos 2 veces por semana” (pág.70).

Recién recobra su libertad gracias a una acción judicial con la cual hizo opción de salir del país, para lo cual le concedieron un plazo de tres días para que viajara por sus propios medios. Al ser liberado el 23 de abril de 1945 se enteró de que muchas de sus cartas no habían sido despachadas y que otras a él dirigidas le habían sido retenidas. Se dirigió a Montevideo, donde permaneció exiliado hasta que el 23 de agosto del mismo año pudo regresar a su país por haberse levantado el estado de sitio uno días antes.
Desde la cárcel sostuvo -en forma similar aunque sin coincidencia total con otros compañeros de prisión como Carlos Dujovne y Juan José Real- una postura disidente de la cerrada oposición al peronismo del PCA que lo va alejando cada vez más del mismo pero nunca hace públicas sus diferencias y recién se desafilia en 1956. 

## Obras
Entre las obras de Luis Sommi se encuentran El Plan Prebisch y El Destino Argentino (1956); La Revolución del 90 (1973); La minería argentina y la independencia económica (1956); La crisis del liberalismo argentino (1957); Neuquén (vida de Los Presos políticos) (1946); Hipólito Irigoyen Su Vida y Su Época (1947); El monopolio inglés del transporte en Buenos Aires (1940); Los capitales alemanes en la Argentina (1945) y Los capitales yanquis en la Argentina (1947). También colaboró en la traducción del ruso al español de las obras de Stalin para Editorial Fundamentos.
Luis Sommi falleció en Buenos Aires el 1° de mayo de 1983.